# رفيع أباد (علي أباد ملك)
رفیع أباد (بالفارسية: رفیع‌آباد) هي قرية تقع في إيران في قسم علي أباد ملك الريفي. يقدر عدد سكانها بـ 383 نسمة .